# Oscaruddelingen 1947
Oscaruddelingen 1947 var den 19. oscaruddeling, hvor de bedste film fra 1946 blev hædret af Academy of Motion Picture Arts and Sciences. Uddelingen blev afholdt 13. marts i Shrine Auditorium i Los Angeles, USA. Uddelingen fortsatte en trend fra 40'erne hvor de fleste oscarstemmer gik til film der behandlede datidens sociale problemer. 
Dette var den første uddeling, hvor et generelt publikum kunne købe billetter. 

## Priser
| Bedste Film | Bedste Instruktør |
| --- | --- |
| - De bedste år - Henry V - Det er herligt at leve - Knivens æg - Hjortkalven | - William Wyler – De bedste år - Clarence Brown – Hjortkalven - Frank Capra – Det er herligt at leve - David Lean – Det korte møde - Robert Siodmak – Den, der hævner                                                                                        |
| Bedste Mandlige Hovedrolle | Bedste Kvindelige Hovedrolle |
| - Fredric March – De bedste år - Laurence Olivier – Henry V - Larry Parks – Hele verdens sanger - Gregory Peck – Hjortkalven - James Stewart – Det er herligt at leve | - Olivia de Havilland – Blodets Bånd - Celia Johnson – Det korte møde - Jennifer Jones – Duel i solen - Rosalind Russell – Sister Kenny - Jane Wyman – Hjortkalven                                                                                           |
| Bedste Mandlige Birolle | Bedste Kvindelige Birolle |
| - Harold Russell – De bedste år - Charles Coburn – De grønne år - William Demarest – Hele verdens sanger - Claude Rains – Berygtet - Clifton Webb – Knivens æg | - Anne Baxter – Knivens æg - Ethel Barrymore – Vindeltrappen - Lilian Gish – Duel i solen - Flora Robson – Højt spil i Saratoga - Gale Sondergaard – Anna og kongen af Siam                                                                                  |
| Bedste Originale Manuskript | Bedste Filmatisering |
| - Det syvende slør – Muriel Box and Sydney Box - Regnvejrsmordet – Raymond Chandler - Berygtet – Ben Hecht - Skæg i Klondyke – Norman Panama og Melvin Frank - Paradisets børn – Jacques Prévert | - De bedste år – Robert E. Sherwood - Rom - Åben by – Sergio Amidei og Federico Fellini - Anna og kongen af Siam – Sally Benson og Talbot Jennings - Det korte møde – Anthony Havelock-Allan, David Lean og Ronald Neame - Den, der hævner – Anthony Veiller |
| Bedste Historie | |
| - Perfect strangers – Clemence Dane - Blodets Bånd – Charles Brackett - Den gådefulde Martha Ivers – Jack Patrick - Hendes ansigt i spejlet – Vladimir Pozner - Den fremmede – Victor Trivas | |
| Bedste Korte Dokumentar | Bedste Korte Animationsfilm |
| - Seeds of Destiny - Atomic Power - Life at the Zoo - Paramount News Issue #37 - Traffic with the Devil | - The Cat Concerto – Frederick Quimby - Chopin's Musical Moments – Walter Lantz - John Henry and the Inky Poo – George Pal - Squatter's Rights – Walt Disney - Walky Talky Hawky – Edward Selzer                                                             |
| Bedste Kortfilm, One-Reel | Bedste Kortfilm, Two-Reel |
| - Facing Your Danger – Gordon Hollingshead - Dive-Hi Champs – Jack Eaton - Golden Horses – Edmund Reek - Smart as a Fox – Gordon Hollingshead - Sure Cures – Pete Smith | - A Boy and His Dog – Gordon Hollingshead - College Queen – George B. Templeton - Hiss and Yell – Jules White - The Luckiest Guy in the World – Jerry Bresler                                                                                                |
| Bedste Dramatiske eller Komedie Musik | Bedste Musical Musik |
| - De bedste år – Hugo Friedhofer - Anna og kongen af Siam – Bernard Herrmann - Den, der hævner – Miklos Rozsa - Henry V – William Walton - Humoresque – Franz Waxman | - Hele verdens sanger – Morris Stoloff - Blue Skies – Robert Emmett Dolan - The Harvey Girls – Lennie Hayton - Night and Day – Ray Heindorf og Max Steiner - Centennial Summer – Alfred Newman                                                               |
| Bedste Sang | Bedste Lydoptagelse |
| - "On the Atchison, Topeka and the Santa Fe" fra The Harvey Girls – Musik af Harry Warren; Tekst af Johnny Mercer - "All Through the Day" fra Centennial Summer – Musik af Jerome Kern; Tekst af Oscar Hammerstein II - "I Can't Begin to Tell You" fra Dolly Sisters – Musik af James V. Monaco; Tekst af Mack Gordon - "Ole Buttermilk Sky" fra De drog vestpå – Musik af Hoagy Carmichael; Tekst af Jack Brooks - "You Keep Coming Back Like a Song" fra Blue Skies – Musik og Tekst af Irving Berlin | - Hele verdens sanger – John Livadary, Columbia Studio Sound Department - Det er herligt at leve – John Aalberg, RKO Radio Studio Sound Department - De bedste år – Gordon E. Sawyer, Samuel Goldwyn Studio Sound Department                                 |
| Bedste Scenografi, Sort og Hvid | Bedste Scenografi, Farver |
| - Anna og kongen af Siam – Lyle Wheeler, William S. Darling, Thomas Little og Frank E. Hughes - Knivens æg – Richard Day, Nathan Juran, Thomas Little og Paul S. Fox - Kitty – Hans Dreier, Walter Tyler, Sam Comer og Ray Moyer | - Hjortkalven – Cedric Gibbons, Paul Groesse og Edwin B. Willis - Caesar and Cleopatra – John Bryan - Henry V – Paul Sheriff og Carmen Dillon |
| Bedste Fotografering, Sort og Hvid | Bedste Fotografering, Farver |
| - Anna og kongen af Siam – Arthur C. Miller - De grønne år – George Folsey | - Hjortkalven – Charles Rosher, Leonard Smith og Arthur Arling - Hele verdens sanger – Joseph Walker |
| Bedste Klipning | Bedste Visuelle Effekter |
| - De bedste år – Daniel Mandell - Den, der hævner – Arthur Hilton - Det er herligt at leve – William Hornbeck - Hjortkalven – Harold Kress - Hele verdens sanger – William Lyon | - Elvira går igen – Thomas Howard - Stjålne dage – William McGann og Nathan Levinson |

### Ærespriser
- Laurence Olivier
- Harold Russell
- Ernst Lubitsch

### Irving G. Thalbergs mindepriser
- Samuel Goldwyn

### Ungdomspris
- Claude Jarman Jr.

## Ekstern henvisning
- Oscars Legacys hjemmeside